# Transcendental Highway
| Críticas profissionais | Críticas profissionais |
| Avaliações da crítica  | Avaliações da crítica  |
| Fonte                  | Avaliação              |
| ---------------------- | ---------------------- |
| allmusic               | link                   |

Transcendental Highway é o quinto álbum de estúdio do cantor escocês Colin Hay, lançado em 13 de outubro de 1997.

## Faixas
Todas as faixas por Colin Hay, exceto onde anotado.
1. "Transcendental Highway" (Dale, Hay) — 5:49
2. "Don't Believe You Anymore" (Dale, Hay) — 3:56
3. "My Brilliant Feat" (Hay, Talbot) — 5:48
4. "Goodbye My Red Rose" — 3:32
5. "If I Go" (Dale, Hay, Z.) — 4:27
6. "I'm Doing Fine" — 4:59
7. "Wash It All Away" (Dale, Hay) — 3:24
8. "Cactus" — 4:43
9. "Death Row Conversation" — 4:55
10. "I'll Leave the Light On" — 4:39
11. "Freedom Calling" — 5:05
12. "I Just Don't Think I'll Ever Get Over You" — 5:19
13. "I'm Doin' Fine" [Demo] — 2:04 (faixa escondida)